# Sindrome dell'ovaio policistico
La sindrome dell'ovaio policistico (sigla PCOS, derivante dall'inglese Poly-Cystic Ovary Syndrome), anche denominata policistosi ovarica, sindrome di Stein-Leventhal o anovulazione iperandrogenica, è un complesso di sintomi derivante da uno squilibrio ormonale nelle donne in età riproduttiva.
L'espressione sintomatologica può essere molto variabile. Perché vi sia diagnosi di PCOS, secondo la Convenzione di Rotterdam del 2003, è necessario riscontrare almeno due delle tre seguenti condizioni: anovulazione, con conseguenti amenorrea e infertilità anovulatoria; eccesso di ormoni androgeni, che può manifestarsi con acne, irsutismo e disturbi dell'umore; presenza di cisti ovariche, dalla caratteristica disposizione a "collana di perle". Le donne affette da tale disturbo presentano inoltre un maggiore rischio di sviluppare resistenza all'insulina, che può a sua volta associarsi a obesità, diabete mellito di tipo 2, malattie cardiovascolari e ipercolesterolemia.
Benché le cause della PCOS non siano ancora state completamente accertate, si pensa che siano correlabili a un insieme di fattori genetici e ambientali. L'eccesso di peso rappresenta inoltre un ulteriore fattore di rischio, che può aggravare notevolmente la sintomatologia del disturbo.
La PCOS colpisce statisticamente il 5-20% della popolazione femminile in età fertile, a seconda del criterio diagnostico adottato, ed è pertanto il disordine endocrino più diffuso fra le donne in età riproduttiva. È inoltre una delle cause più frequenti di infertilità femminile. La prima descrizione di un quadro sintomatologico riconducibile alla PCOS risale probabilmente al 1721, ad opera di un italiano, ma la definizione di tale sindrome deriva dal lavoro svolto dai medici Irving F. Stein e Michael L. Leventhal nel 1935.

## Eziologia
La PCOS è un disturbo eterogeneo dall'eziologia incerta. Esistono alcune prove a dimostrazione dell'importanza del fattore genetico nel determinare l'insorgere della patologia, quali una certa familiarità, una maggiore concordanza nei gemelli monozigoti (rispetto ai dizigoti) e l'ereditarietà di caratteristiche endocrine e metaboliche associate alla PCOS.
La componente genetica sembra essere ereditata in modo autosomico dominante con elevata penetranza genetica ma espressività variabile nelle femmine: ciò significa che ogni bambino ha una probabilità del 50% di ereditare la variante genetica predisponente da un genitore e, nel caso in cui una bambina riceva l'allele (o gli alleli) patologico, quest'ultima svilupperà il fenotipo patologico in una certa misura. La variante allelica patologica può essere ereditata sia dal padre che dalla madre, sia ai figli maschi (che possono essere portatori asintomatici o manifestare calvizie precoce e peluria in eccesso) che alle figlie femmine (con segni di PCOS). Il fenotipo sembra manifestarsi, almeno parzialmente, attraverso l'aumento dei livelli di androgeni secreti dalle cellule della teca follicolare ovarica. L'esatto gene colpito non è ancora stato individuato. Le attuali conoscenze della patogenesi della PCOS, comunque, suggeriscono che si tratti di un complesso disordine poligenico.
La gravità dei sintomi riconducibili alla PCOS sembra essere largamente determinato da fattori come l'obesità.
La sindrome ha alcuni aspetti di una malattia metabolica, dal momento che i suoi sintomi sono in parte reversibili. Anche se considerato come un problema di natura ginecologica, la PCOS si manifesta attraverso sintomi clinici di varia natura. Le cisti ovariche, ad esempio, sono uno dei sintomi più tipici della PCOS, ma non la causa scatenante della patologia, che infatti può essere presente anche in assenza di cisti ovariche. Alcuni sintomi della PCOS persistono anche in caso di rimozione di entrambe le ovaie.
Fin dalla sua prima descrizione, realizzata dai ginecologi americani Irving F. Stein e Michael L. Leventhal nel 1935, criteri di diagnosi, sintomi e fattori causali sono oggetto di dibattito. I ginecologi spesso analizzano la PCOS come un problema strettamente ginecologico, dove le ovaie sono il principale organo colpito. Tuttavia, recenti studi mostrano la PCOS come una malattia complessa multi-sistemica, dove il problema principale è costituito da una disregolazione ormonale nell'ipotalamo, con il conseguente coinvolgimento di molti organi.
La PCOS può essere correlata o aggravata dall'esposizione a fattori con impatto epigenetico durante il periodo prenatale, quali sostanze che interferiscono con il sistema endocrino (come il bisfenolo A) e alcuni farmaci.

## Definizione
Per definire la sindrome si utilizzano generalmente due criteri diagnostici:
- secondo il primo, elaborato nel 1990 dal NIH/NICHD, per effettuare la diagnosi di PCOS devono verificarsi: iperandrogenismo (clinico o biochimico), oligomenorrea o amenorrea e esclusione di altri disordini che possono causare l'ovaio policistico.
- Il secondo, attualmente il più utilizzato, è stato proposto nel 2003 da un gruppo di ricerca dell'ESHRE/ASRM, noto come il "gruppo di Rotterdam"; per porre diagnosi, la paziente deve presentare almeno due dei tre sintomi seguenti: oligomenorrea o amenorrea da anovulazione, iperandrogenismo, cisti ovariche osservate mediante ecografia (con esclusione di altri disordini).

La Convenzione di Rotterdam permette di porre diagnosi anche nelle pazienti che non soffrono di iperandrogenismo. Alcuni gruppi di studiosi sostengono che non è possibile utilizzare i risultati delle ricerche condotte su pazienti iperandrogeniche su coloro che non presentano segni di iperandrogenismo.

## Sintomi e indizi
Alcuni sintomi e segni comuni della sindrome sono:
- Alterazioni del ciclo mestruale, per esempio oligomenorrea (ciclo di durata superiore a 35 giorni) o amenorrea (assenza di mestruazioni);
- Infertilità femminile, che si verifica nella maggior parte dei casi a causa dell'anovulazione cronica;
- Alopecia androgenica, ossia perdita dei capelli tipica del sesso maschile;
- Acne, pelle unta e dermatite seborroica;
- Acanthosis nigricans, ovvero la presenza di macchie scure sulla pelle;
- Molluschi penduli (fibromi molli);
- Prolungati periodi di sindrome premestruale, con sintomi come gonfiore addominale, sbalzi di umore, cefalea, dolore alla zona pelvica, ritenzione idrica e mal di schiena;
- Apnea nel sonno;
- Elevati livelli nel sangue di ormoni tipicamente maschili (androgeni), nello specifico testosterone, androstenedione e DHEAS, che causano irsutismo;
- Obesità centrale, ossia obesità che si concentra nella metà inferiore del torace, dando al tronco la caratteristica forma a mela;
- Cisti multiple nella zona sottocorticale delle ovaie, che ad un esame ecografico possono rassomigliare ad una collana di perle;
- Ingrossamento delle ovaie a causa delle cisti (le ovaie possono raggiungere dimensioni da 1.5 a 3 volte maggiori della norma);
- Superficie ovarica spessa, liscia, color perlaceo;
- Rapporto tra livelli di LH (ormone luteinizzante) e FSH (ormone stimolatore del follicolo) maggiore di 2.5, quando vengono misurati al terzo giorno del ciclo mestruale;
- Bassi livelli di SHBG (globulina che trasporta gli ormoni sessuali);
- Iperinsulinemia per aumentata resistenza all'insulina dei tessuti periferici e conseguente ridotta tolleranza glucidica.

## Rischi
Le donne che soffrono di questa sindrome corrono il rischio di:
- Iperplasia e carcinoma dell'endometrio (il tessuto di rivestimento interno dell'utero): se vi è un'iperstimolazione prolungata delle cellule endometriali da parte degli estrogeni, a causa del loro eccesso e della carenza di progesterone che normalmente controbilancia tale azione proliferativa, si può avere un ispessimento del rivestimento uterino che, alla lunga, può sfociare nella neoplasia;
- Insulino-resistenza o diabete mellito, conseguenze dell'iperinsulinemia;
- Ipertensione;
- Disturbi del metabolismo lipidico (prevalentemente dislipidemia);
- Malattie cardiovascolari.

## Diagnosi
Non tutte le donne affette da PCOS presentano ovaie policistiche, ed è altrettanto vero che non tutte le donne con cisti ovariche sono affette da PCOS. Sebbene l'ecografia pelvica sia uno strumento diagnostico fondamentale, non è il solo. 
La diagnosi può essere difficoltosa, soprattutto per la notevole variabilità di sintomi (e questo conferma il perché si parla di sindrome e non di malattia).
Studi clinici hanno mostrato che i seguenti quattro quesiti (http://www.cfp.ca/cgi/content/full/53/6/1041/T50531041) possono consentire di diagnosticare la PCOS con una sensibilità del 77,1% (95% CI 62,7%–88,0%) ed una specificità del 93,8% (95% CI 82,8%–98,7%).
- Procedure diagnostiche standard:
  - Riscontro anamnestico di obesità, irsutismo, ed assenza di sviluppo mammario.
  - Ecografia pelvica alla ricerca di cisti ovariche. Queste sono il risultato della mancata ovulazione, e riflettono i disordini mestruali tipici di tale condizione. Nella mestruazione fisiologica un follicolo dominante viene selezionato ad ogni ciclo mestruale e dopo l'ovulazione, esso collassa e scompare. Nella PCOS, la mancata ovulazione porta il follicolo a rimanere nelle ovaie per molti mesi. Si possono trovare 10 o più follicoli per ovaio che possono assumere l'aspetto ecografico di una "collana di perle". Anche le dimensioni dei follicoli sono da 1,5 a 3 volte più grandi rispetto a quelli normali.
  - Elevati livelli sierici di androgeni incluso il DHEAS ed il testosterone: il dosaggio del testosterone libero è una metodica più specifica (cioè riduce il numero dei falsi positivi) rispetto a quello del testosterone totale; il free androgen index è spesso utilizzato come sostituto.
  - Altre analisi ematiche sono molto utili nella PCOS. Il rapporto LH/FSH è maggiore di 1, al 3º giorno del ciclo mestruale. Tale pattern non è però molto specifico ed è presente in meno del 50% in uno studio.[19] Spesso vi sono bassi livelli di globulina che lega gli ormoni sessuali (SHBG).
- Procedure diagnostiche aggiuntive (da applicare in casi selezionati):
  - Chirurgia laparoscopica: rivela un ovaio translucido, liscio, di volume aumentato (questa procedura serve ad eseguire dei prelievi bioptici del tessuto ovarico, cosa che non si effettua di routine nella PCOS).
- Procedure diagnostiche per le condizioni associate di rischio:
  - Profilo lipidico ed analisi ematiche a digiuno
  - test di tolleranza del glucosio a 2 ore dalla somministrazione orale di glucosio (OGTT) nelle pazienti con fattori di rischio (obesità, storia familiare, storia di diabete gestazionale): questi possono mostrare un'alterata tolleranza glucidica (insulinoresistenza) nel 15-30% delle donne con PCOS. Un diabete franco può essere riscontrato nel 65–68% delle donne affette da questa sindrome.
- Esclusione di altre endocrinopatie mediante dosaggi ormonali:
  - Prolattina per escludere iperprolattinemia
  - TSH per escludere un ipotiroidismo
  - 17-idrossiprogesterone per escludere il deficit di 21-alfa idrossilasi.

### Diagnosi differenziale
È importante condurre una diagnostica differenziale per la CAH (iperplasia cortico surrenalica congenita), iperprolattinemia ed altri disfunzioni pituitarie/ipotalamiche e surrenali.

## Trattamenti
La terapia deve tendere a rompere il circolo vizioso dell'anovulazione cronica.
Si basa pertanto su:
- correzione dello stile di vita mediante dieta e attività fisica. La conseguente perdita di peso e la riduzione della massa adiposa comporta un miglioramento dell'insulinoresistenza, una minor produzione periferica di androgeni e una minore trasformazione di questi ultimi in estrogeni. Spesso la sola attività fisica, associata ad adeguate misure dietetiche, stimola la crescita dei follicoli e il ripristino spontaneo dell'ovulazione.
- diminuzione della secrezione androgenica ovarica (resezione ovarica cuneiforme o contraccezione orale)
- aumento della produzione di FSH (p.e. terapia con clomifene)
- miglioramento del microambiente periovarico (miglioramento della condizione di resistenza insulinica tramite metformina)
- supplementazione vitaminica (soprattutto le vitamine B), con omocisteina ed acido folico come adiuvante in associazione a metformina e non hanno mostrato effetti significativi sulla sindrome[20][21][22][23]. Molto promettenti ed ormai numericamente consistenti sono gli studi che dimostrano l'utilità dell'inositolo, ed in particolare del D-chiro-inositolo (DCI), nel trattamento della sindrome dell'ovaio policistico.[24]